# Czarna (województwo małopolskie)
Czarna (łemkow. Чарна) – wieś w Polsce, położona w województwie małopolskim, w powiecie gorlickim, w gminie Uście Gorlickie.
Wieś biskupstwa krakowskiego w powiecie sądeckim w województwie krakowskim w końcu XVI wieku.
W latach 1975–1998 miejscowość administracyjnie należała do województwa nowosądeckiego.
| SIMC    | Nazwa        | Rodzaj    |
| ------- | ------------ | --------- |
| 0467979 | Niżny Koniec | część wsi |
| 0467985 | Wyżny Koniec | część wsi |

## Zabytki
Obiekt wpisany do rejestru zabytków nieruchomych województwa małopolskiego.
- cerkiew pw. św. Dymitra, obecnie kościół, bramka, otoczenie;
- zagroda połemkowska nr 5.